# Montería
Montería là một khu tự quản thuộc tỉnh Córdoba, Colombia. Thủ phủ của khu tự quản Montería đóng tại Montería Khu tự quản Montería có diện tích 3043 ki lô mét vuông. Đến thời điểm ngày 28 tháng 5 năm 2005, khu tự quản Montería có dân số 275952 người.